# Labrecque
Labrecque es un municipio canadiense situado en la provincia de Quebec.

## Superficie
Labrecque tiene una superficie de 152,67 km².

## Demografía
En 2021, tenía 1328 habitantes, una densidad poblacional de 8,7 hab./km², y 766 viviendas.